# Józef Bonawentura Załuski
Józef Bonawentura Ignacy Załuski herbu Junosza (ur. 14 lipca 1787 w Ojcowie, zm. 25 kwietnia 1866 w Krakowie) – hrabia, polski generał walczący w czasie powstania listopadowego, pamiętnikarz, publicysta i poeta.

## Życiorys
Syn Teofila Wojciecha, podskarbiego nadwornego koronnego i kasztelana buskiego z małżeństwa z Honoratą Stempkowską. Dzieciństwo spędził w rodzinnym Ojcowie, u swej babki Marianny Załuskiej.
Pierwsze nauki pobierał w wiedeńskim Theresianum, a następnie przebywał jako paź na dworze Franciszka I. 
Posiadał tytuł hrabiego austriackiego (po dziadzie Ignacym, który uzyskał potwierdzenie tytułu w 1776), a tytuł barona francuskiego uzyskał w 1813.  Uznanie hrabiostwa uzyskał w Królestwie Kongresowym w 1820.
Posiadał znaczne majątki ziemskie, odziedziczone po rodzicach, w tym dobra łaskie i jasienickie po ojcu, litewskie Puszołaty i Przystawiany oraz wołyńskie Krupiąc i Ptycz po matce.

### Służba wojskowa
Karierę wojskową rozpoczął w roku 1807, przekradając się do Księstwa Warszawskiego i wstępując 19 kwietnia (jako szeregowiec) do 1 Pułku Szwoleżerów Gwardii Cesarskiej. Po kilku tygodniach (5 czerwca) awansował na porucznika II kl. w 6 kompanii, a cztery miesiące później był już porucznikiem I kl. w 3 kompanii. Uczestniczył w kampaniach napoleońskich: (1808–1811) oraz (1812–1814). W bitwie pod Wagram dowodził 1 kompanią.
Pod Brienne-le-Château dostał się do niewoli i został przekazany Rosjanom przez Wirtemberczyków. Kończąc służbę w wojsku napoleońskim, posiadał stopień szefa szwadronu, odpowiadający randze podpułkownika bądź majora gwardii.
Kronikarz 1 Pułku Szwoleżerów Gwardii Cesarskiej. Od roku 1815 był adiutantem cara Aleksandra I Romanowa, a później Mikołaja I w armii Królestwa Polskiego. Brał udział w wojnie z Turcją, walcząc m.in. pod Hassaniar. Po zakończeniu działań wojennych podał się 18 lipca 1829 do dymisji, która została przyjęta. Służbę wojskową zakończył w stopniu generała brygady.
Był członkiem loży wolnomularskiej Kazimierz Wielki w trzecim stopniu w 1819/1820 roku. 
Przyłączył się do powstania listopadowego, wstępując 6 lutego 1831 do wojska powstańczego. Trzy dni później został szefem sztabu 2. Dywizji Piechoty. Od 5 maja 1831 stał na czele polskiego wywiadu wojskowego. Podał się do dymisji 9 września 1831.

### Działalność publiczna
W latach (1826–1830) był kuratorem szkół Wolnego Miasta Krakowa. Podczas Wiosny Ludów w 1848 roku komendant Gwardii Narodowej we Lwowie. W 1835 roku został skazany przez władze rosyjskie na konfiskatę dóbr za udział w powstaniu listopadowym. Po Wiośnie Ludów był więziony przez władze rosyjskie. Pod koniec życia osiadł w Galicji. W połowie XIX wieku był właścicielem posiadłości tabularnych w Jabłonicy Polskiej z Budzyniem, Jasienicy, Jasienickiej Woli, Malinówki z Koźleńcem, Orzechówka, Orzechowska Wola.
Generał Załuski został pochowany 30 kwietnia 1866 w kościele parafialnym w Gręboszowie.

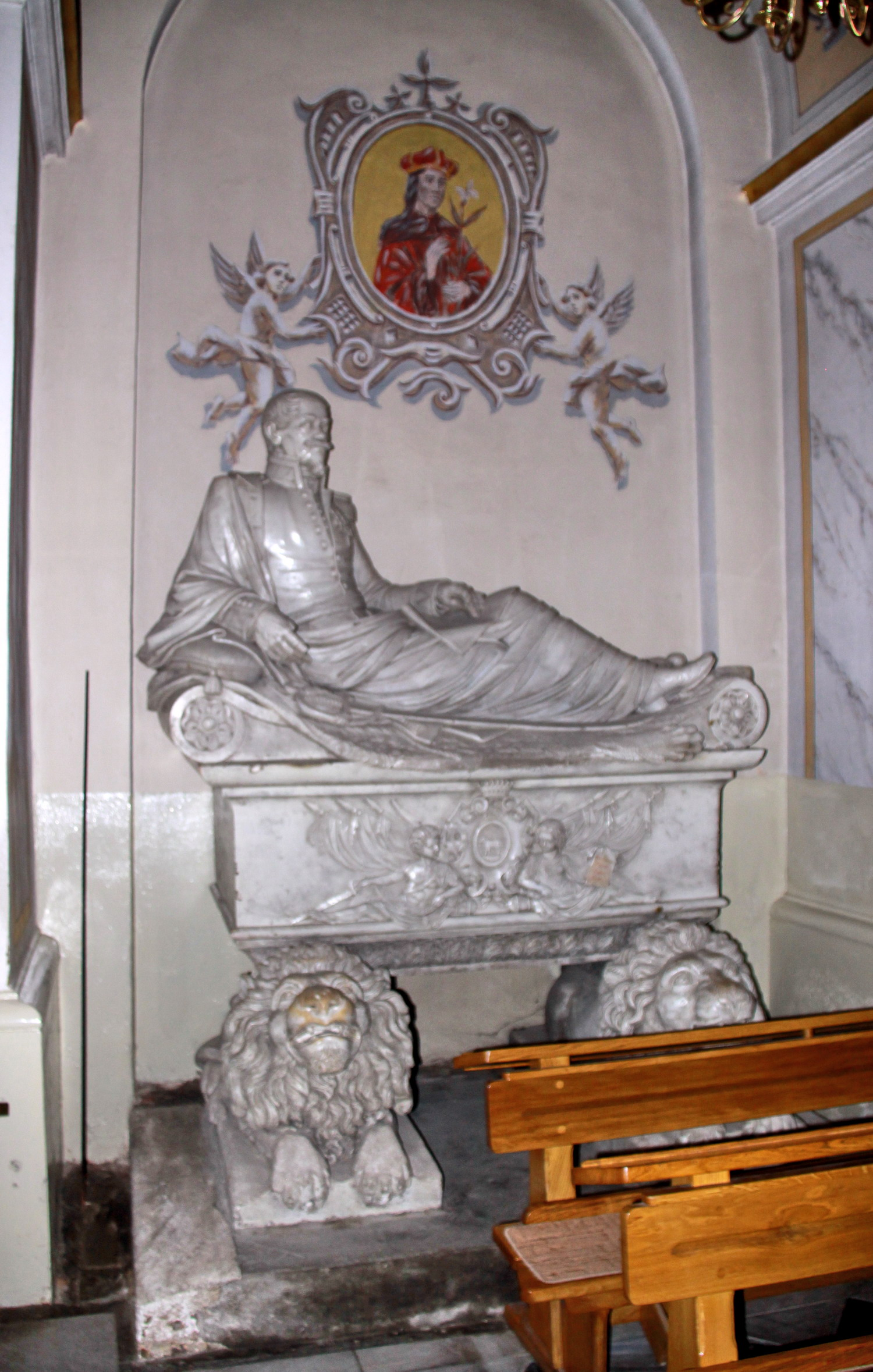
Sarkofag Józefa Załuskiego w kościele w Gręboszowie

### Małżeństwo i potomstwo
Żoną Józefa Załuskiego była poślubiona 28 sierpnia 1816 w Krakowie Zofia Antonina Marianna Przerembska h. Nowina (ur. 15 czerwca 1794 w Siedliszowicach, zm. 6 czerwca 1881 w Krakowie). Miał z nią syna, Zygmunta Bogumiła Adama Załuskiego (ur. 12 sierpnia 1817 w Krakowie, zm. 23 listopada 1872 tamże).

### Odznaczenia
Podczas kampanii hiszpańskiej został odznaczony francuską Legią Honorową (5 kwietnia 1809), rok później otrzymał polski Krzyż Złoty Orderu Virtuti Militari. Był również kawalerem napoleońskiego Orderu Zjednoczenia (de la Reunion) i rosyjskiego Orderu św. Anny (1815), nagrodzony kongresówkowym Znakiem Honorowym za 20 lat służby (1830) i francuskim pamiątkowym Medalem św. Heleny.

## Twórczość
Autor pamiętników, wspomnień, utworów dramatycznych, wierszy oraz przekładu rozprawy Napoleona. Publikował pod pseudonimami Dawny oficer gwardii polskiej Napoleona; Dawny towarzysz broni; Józef z Ojcowa; Un Ancien Officier, Josef Z..

### Ważniejsze utwory
1. Trojden, książę litewski. Trajedia w 5 aktach, powst. 1804, rękopis: Biblioteka Narodowa
2. Głos J. W. Kuratora Jeneralnego instytutów naukowych Wolnego Miasta Krakowa i jego okręgu przy instalowaniu J. W. Sebastiana Girtlera filozofii i medycyny doktora na urząd rektora Uniwersytetu Jagiellońskiego w dniu 18 października 1826 r. w amfiteatrze Kolegium Większego Nowodworskiego miany..., Kraków 1826
3. Przypomnienia i dumania z pamięci więźnia w cytadeli warszawskiej w r. 1849 na rozstrzelanie osądzonego, w Tarnowie spisane zaraz po uzyskanym na żądanie Najjaśn. Cesarza Austrii zwolnieniu tegoż roku, Paryż 1855
4. La Pologne et les Polonais défendus contre les erreus et les injustices des écrivains français MM. Thiers, Ségur, Lamartine, par un ancien officier, Josef Z., Paryż 1855[12]; wyd. następne Paryż 1856; autograf: Biblioteka Jagiellońska sygn. 6814 II
5. Wspomnienie o pułku lekkokonnym polskim Gwardii Napoleona I i niektóre sprostowania tyczące się tego pułku, Dodatek Miesięczny do "Czasu" 1856 t. 4, s. 597-639. Dalsze wspomnienia ukazywały się tamże: 1858 t. 1, s. 283-315; t. 3, s. 23-67; 1859 t. 2, s. 3-63; t. 4, s. 331-397; 1860 t. 1, s. 238-311; t. 3, s. 391-463. Wyd. następne całości wspomnień: Wspomnienia o pułku lekkokonnym polskim Gwardii Napoleona I przez cały czas od zawiązania pułku w r. 1807 do końca 1814, Kraków 1862[13] (tu także na s. 97 przedrukowano poz. 6)
6. Pamiątka Niegolewskiemu. Wiersz do Piotra Michałowskiego przez dawnego towarzysza broni, "Nadwiślanin" 1857 nr 92; wyd. następne: osobne Lwów 1858; zobacz poz. 5 (wyd. Kraków 1862)
7. Wspomnienia w skróceniu z roku 1831 jenerała brygady w Sztabie Głównym Wojska Polskiego, Dodatek Miesięczny do "Czasu" 1860 t. 4, s. 438-530 i odb. Kraków 1861[14].
8. Wspomnienia, wstęp i oprac. Anna Anna Polarczykowa, Kraków 1976.

Ponadto pisma Załuskiego (wierszem i prozą) ogłaszano w czasopismach: "Czas" i Dodatek Miesięczny do "Czasu" (tu m.in.: Kilka słów o dawnej broni w Polsce, 1857 t. 3); "Kurier Polski" (1831 nr 406, tu m.in. odpowiedź na zarzuty polityczne); "Nadwiślanin" (Chełmno); "Przyjaciel Ludu" (Chełmno 1860); "Rozmaitości Naukowe" (redakcja: 1828–1829 i 1831); "Wieniec" (Kraków 1862 nr 3, tu m.in.: Psalm 136. Super flumina Babylonis).
Inne jego wiersze i utwory ogłaszano także w publikacjach: Wspomnienia o rodzinie Załuskich w XIX stuleciu, druk. jako rękopis, Kraków 1907 (tu m.in. wiersz: Dziennik w więzieniu w cytadeli warszawskiej od d. 25 czerwca 1849); J. Staszewski: Generał J. Załuski, Poznań 1934 "Życiorysy Zasłużonych Polaków XVIII i XIX W." (tu m.in.: Wybór utworów poetyckich oraz Legenda o zamku ojcowskim).

### Przekłady
1. Rozprawa Napoleona Bonaparte, oficera artylerii, napisana w r. 1791 na zadanie: jakie prawdy i uczucia wpajać ludziom dla ich szczęścia, jako przedmiot nagrody wyznaczonej przez Akademię w Lyonie 1791. Wydane w Paryżu w r. 1826 przez jenerała Gourgaud, z francuskiego przełożył dawny oficer gwardii polskiej Napoleona, Paryż 1856.

### Listy i materiały
1. Do Józefa Sygierta z lat 1800–1804, rękopis: Ossolineum sygn. 858/II
2. Do S. Wodzickiego 23 listy z lat 1817–1830, rękopis: Ossolineum sygn. 11657/II
3. Do S. Wodzickiego 3 listy z lat 1825–1828, ogł. M. Krzywosąd Kępieński, "Biblioteka Warszawska" 1883 t. 4, s. 405-406; 1884 t. 1, s. 240-242
4. Korespondencja z K. w. Metternichem z lat 1826–1829, ogł. z rękopisów Archiwum Państwowego w Wiedniu, W. Bobkowska w: Korespondencja Metternicha w sprawie Uniwersytetu Krakowskiego 1820-1829, Kraków 1935 "PAU. Archiwum Komisji do Dziejów Oświaty i Szkolnictwa w Polsce" nr 3
5. Do A. Radziwiłła z roku 1826 i następnych, rękopis: Wojewódzkie Archiwum Państwowe w Poznaniu (Kancelaria Namiestnikowska VIII 1 f. 345 i następne)
6. Do Andrzeja Alojzego Ankwicza z roku 1827, rękopis: Ossolineum sygn. 6288/III
7. Do Romana Hubickiego z roku 1827, rękopis: Ossolineum sygn. 12294/II
8. Do J. Lelewela z 9 maja 1827, rękopis: Biblioteka Jagiellońska sygn. 4435 VI, fragmenty ogł. H. Barycz: Wśród gawędziarzy, pamiętnikarzy i uczonych galicyjskich t. 1, Kraków 1963, s. 18
9. Korespondencja z L. Chodźką, Hilarym Meciszewskim, J. Lelewelem (1827), J. Zajączkiem i in., rękopisy w Zbiorach Rapperswilskich; fragm. listów do L. Chodźki z lat: 1854–1855, 1860–1862 ogł. z odpisów W. Ręgorowicza, J. Staszewski w: Generał J. Załuski, Poznań 1934 "Życiorysy Zasłużonych Polaków XVIII i XIX W."
10. Do Jana Śniadeckiego z roku 1830, rękopis: Biblioteka Jagiellońska sygn. 3131
11. Korespondencja Załuskiego (m.in. listy z roku 1831: do żony, od Józefa Chłopickiego, od A. Radziwiłła, od Franciszka Żymirskiego) i inne papiery, rękopis: Biblioteka Czartoryskich sygn. 3235 t. 1-2
12. Do Amelii z Bronikowskich Załuskiej 2 listy z roku 1831, rękopis: Biblioteka Jagiellońska sygn. 7024 III
13. Do generała Jana Krukowieckiego (raport) z Modlina 1 września 1831, rękopis w Bibliotece Uniwersytetu Warszawskiego sygn. 27 f. 12
14. Do Krystyna Ostrowskiego w zbiorze z lat 1835–1873, rękopis: Biblioteka Narodowa (Zbiory Rapperswilskie sygn. 751, t. 19)
15. Do Kajetana Jabłońskiego z roku 1844, rękopis: Biblioteka Jagiellońska sygn. 7837 IV
16. Do Tadeusza Wasilewskiego z roku 1845, rękopis: Ossolineum sygn. 3230/II
17. Do Aleksandra Fredry z lat: 1846, 1859–1860 i in.; rękopisy: Biblioteka Narodowa (Archiwum Szembeków z Siemianowic)
18. Do Gwalberta Pawlikowskiego z roku 1851; od Kazimierza Małachowskiego z 25 sierpnia 1831; listy i rozkazy z roku 1831; ogł. M. Hulewicz: Z papierów po jenerale J. hr. Załuskim. Z manuskryptów Muz. Nar. w Rapperswylu (dz. V nr 64 litera d), "Ruch Literacki" 1877 t. 2, s. 341-343
19. Do F. Wężyka 9 listów z lat 1852–1859 (z odpisami wierszy A. Fredry), rękopis: Ossolineum sygn. 12321/III
20. Do Walerego Wielogłowskiego 2 listy z lat: 1852, 1857; rękopis: Biblioteka PAN Kraków sygn. 1833
21. Do K. Szajnochy z roku 1853, rękopis: Ossolineum sygn. 5880/II
22. Do Jana Skrzyneckiego z lat 1857–1858; rękopis: Biblioteka PAN Kraków sygn. 2408, t. 2
23. Do Juliana Horoszkiewicza z roku 1858, rękopis: Biblioteka Jagiellońska sygn. 7877 IV
24. Do nieznanego adresata 3 listy z lat 1859–1863; do Augusta Bielowskiego z roku 1860; rękopis: Ossolineum sygn. 2432/II
25. Do "Przeglądu Powszecgnego" z roku 1859; do "Dziennika Literackiego" z roku 1859; do Włodzimierza Dzieduszyckiego z roku 1863; rękopis: Ossolineum sygn. 6520/III
26. Do Władysława Zawadzkiego z roku 1860; rękopis: Ossolineum sygn. 3456/II
27. Do księgarza krakowskiego z 16 lipca 1860; rękopis: Ossolineum sygn. 9871/II (nr 30)
28. Do Iwona i Michała Załuskich z roku 1860 i następnych, rękopisy w archiwum rodzinnym Załuskich w Iwoniczu (inform. J. Staszewski)
29. Do Henryka Wodzickiego 4 listy z lat 1861–1866; rękopis: Ossolineum sygn. 11765/II
30. Do Piotra Szembeka z roku 1862, ogł. M. z Fredrów Szembekowa, "Przegląd Polski" rocznik 36, t. 143 (1901/1902), s. 46-47
31. Do nieznanego adresata z roku 1864, rękopis: Biblioteka Narodowa sygn. II 5991
32. Do Józefa Majera z roku 1865, rękopis: Biblioteka PAN Kraków sygn. 2020
33. Do W. Pola z roku 1865, rękopis: Ossolineum sygn. 12045/III
34. Korespondencja z Agnieszką Baranowską, rękopisy w zbiorach Anieli Chłapowskiej w Czerwonejwsi k. Kościana (inform. J. Staszewski)
35. Do Andrzeja Niegolewskiego, rękopisy w archiwum rodzinnym Niegolewskich w Niegolewie (inform. J. Staszewski)
36. Od: E. G. v. Broecker z roku 1827, W. Mitkowskiego z roku 1862; rękopis: Biblioteka Jagiellońska sygn. 7912 III
37. Od T. Molskiego z roku 1829, rękopis: Biblioteka Narodowa sygn. II 5991
38. Od A. Fredry z 20 listopada 1841, rękopis: Państwowe Archiwum Wojewódzkie Kraków (Archiwum siedliszowickie Załuskich nr 45); tam prawdopodobnie inne listy i materiały dot. Załuskiego
39. Od A. Fredry 7 listów z lat 1857–1859, autografy w Państwowym Instytucie Wydawniczym w Warszawie, (inform. "Nowy Korbut" VII, 345)
40. Od F. Wężyka z lat 1853–1862, rękopisy: Biblioteka PAN Kraków sygn. 5605 i inne
41. Stan służby Załuskiego; notatki do wspomnień; tłumaczenie Załuskiego z powodu oskarżenia o sprzyjanie Rosji (z 23 lipca 1831); notice abrégée sur la cause polonaise... présentée à Vienne 14 kwietnia 1834; autobiografia z roku 1866; ogł. J. Staszewski jak wyżej poz. 9 (w załącznikach); z rękopisów zbiorów prywatnych, Archiwum Głównego Akt Dawnych, Zbiorów Rapperswilskich
42. Memoriał w sprawie zwrotu Biblioteki Załuskich, rękopis: Archiwum Główne Akt Dawnych (Archiwum Wilanowskie sygn. 271)
43. Zbiór wierszy różnych autorów pisany przez Załuskiego z pamięci w więzieniu w roku 1849, rękopis: Biblioteka Narodowa sygn. II 5799
44. Wpis dla Ambrożego Grabowskiego z roku 1856, rękopis: Ossolineum sygn. 2183/III.

Materiały dotyczące Załuskiego jako kuratora instytucji naukowych Wolnego Miasta Krakowa zachowano w Archiwum Miasta Krakowa (Wojewódzkie Archiwum Państwowe w Krakowie) i Archiwum Uniwersytetu Jagiellońskiego.

## Opracowania nt. Załuskiego

### Prace monograficzne
1. J. Staszewski: Generał J. Załuski, Poznań 1934 "Życiorysy Zasłużonych Polaków XVIII i XIX W."

### Wybrane opracowania nt. twórczości
1. Korespondencja Metternicha w sprawie Uniwersytetu Krakowskiego w latach 1820–1829: wyd. i wstępem poprzedziła W. Bobkowska, Kraków 1935 "PAU. Archiwum Komisji do Dziejów Oświaty i Szkolnictwa w Polsce" nr 3
2. (Ataki polityczne przeciw Załuskiemu): "Polak Sumienny" 1831 nr 10; "Kurier Polski" 1831 nr 403
3. Helleniusz (E. A. Iwanowski): Kilka rysów i pamiątek, Poznań 1860
4. (Odpowiedzi na Wspomnienia skrócone): Konopski, Dodatek Miesięczny do "Czasu" 1860 t. 4; P. Szembek, "Czas" 1862 nr 163; A. F., "Czas" 1862 nr 177
5. F. P. Fonton: Souvenirs. Lettres humoristiques, politiques et militaires écrites en 1828 et 1829 du quartier général de l'armée du Danube, Lipsk 1862
6. H. Otowski: Mowa nad grobem ś. p. J. hr. Załuskiego... 30 kwietnia 1866... miana, Tarnów 1866
7. A. Załuski: ... Kazanie na pogrzebie ś. p. J. hr. Załuskiego miane w kościele Gręborzowskim d. 30 kwietnia 1866, Kraków 1866
8. "Kalendarz Wydawnictwa dzieł tanich i pożytecznych na r. 1867": Kraków 1866
9. T. Żychliński: Złota księga szlachty polskiej rocznik 8, Poznań 1886, s. 462
10. C. V. Wurzbach: Biographisches Lexikon des Kaiserthums Oesterreich t. 59 (Wiedeń 1890).